# Julia Louis-Dreyfus

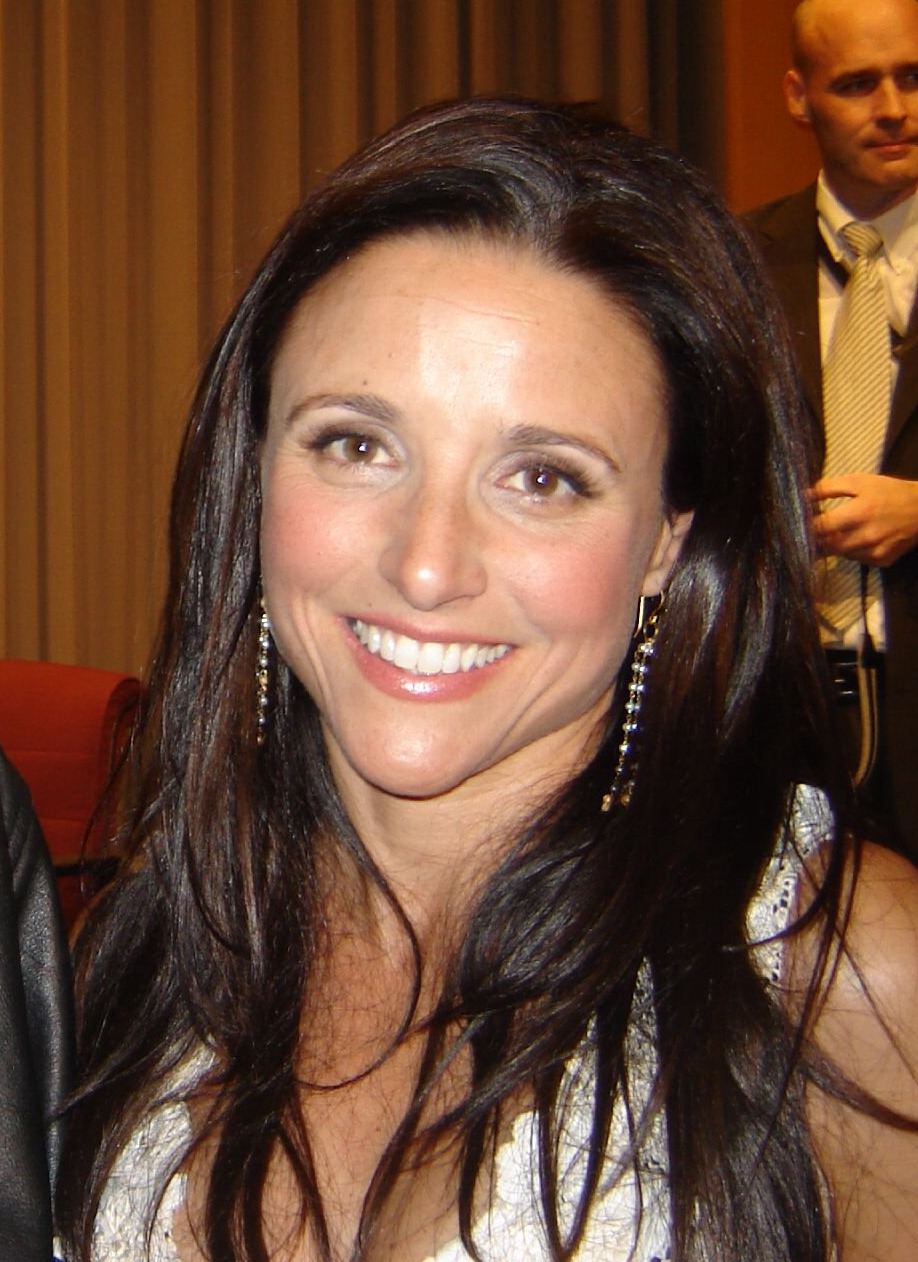
Julia Louis-Dreyfus v roce 2007

Julia Scarlett Elizabeth Louis-Dreyfus (* 13. ledna 1961, New York, New York, USA) je americká herečka a producentka. Je známá ze seriálů Show Jerryho Seinfelda, Nové trable staré Christine nebo Viceprezident(ka). Je držitelka 11 cen Emmy a jednoho Zlatého glóbusu. Drží rekord v největším počtu získaných Emmy za stejnou roli a také za nejvíce získaných Emmy jako herečka v hlavní roli v komediálním seriálu. Zároveň se jedná o jednu z nejbohatších hereček v Hollywoodu, její celkový majetek dosahuje 300 milionů dolarů. Julia je zároveň dědičkou, jmění jejího otce je přes 3 miliardy dolarů.

## Život
Julia Louis-Dreyfus pronikla do komediální branže jako umělkyně v divadelní společnosti The Practical Theatre Company v Chicagu ve státě Illinois, což vedlo k jejímu obsazení do skečové show Saturday Night Live v letech 1982–1985. Průlom přišel v roce 1990, kdy devět sezón hrála Elaine Benesovou v seriálu Seinfeld, jednom z kriticky i komerčně nejúspěšnějších sitcomů všech dob. Mezi její další televizní role patří Christine Campbellová v seriálu Nové trable staré Christine, který se vysílal pět sezón na stanici CBS, a Selina Meyerová v seriálu Viceprezident(ka), který se vysílal sedm sezón na HBO. Hostovala také v seriálech Arrested Development, Curb Your Enthusiasm a Studio 30 Rock.
Mezi její filmové role patří vedlejší role ve filmech Hana a její sestry (1986), National Lampoon's Christmas Vacation (1989), Deconstructing Harry (1997) a hlavní role ve filmech Enough Said (2013), Downhill  (2020) a You People (2023). Namluvila také role v animovaných filmech Život brouka (1998), Letadla (2013) a Frčíme (2020) a od roku 2021 hraje Valentinu Allegru de Fontaine v Marvel Cinematic Universe.
Julia Louis-Dreyfus získala jedenáct cen Emmy, osm za herectví a tři za produkci, dále Zlatý glóbus, devět Cen Sdružení filmových a televizních herců a pět American Comedy Awards. V roce 2010 získala hvězdu na hollywoodském chodníku slávy a v roce 2014 byla uvedena do Síně slávy televizní akademie. V roce 2016 časopis Time zařadil Julii Louis-Dreyfus mezi 100 nejvlivnějších lidí na světě. V roce 2018 obdržela Cenu Marka Twaina za americký humor, kterou uděluje Kennedyho centrum jako nejvyšší americké komediální ocenění.

## Filmografie

### Filmy
- 1986 – Skřítek
- 1986 – Hana a její sestry
- 1986 – Jak chutná černá
- 1986 – The Art of Being Nick (TV film)
- 1989 – Vánoční prázdniny
- 1993 – Jackova ukolébavka
- 1994 – Všude dobře, doma nejlíp
- 1996 – Apartmá v Londýně (TV film)
- 1997 – Den otců
- 1997 – Pozor na Harryho
- 1998 – Život brouka
- 1999 – Farma zvířat (TV film)
- 2000 – Geppetto (TV film)
- 2012 – Picture Paris
- 2013 – Letadla
- 2013 – A dost!
- 2020 – Sešup
- 2020 – Frčíme
- 2021 – Black Widow
- 2022 – Black Panther: Wakanda nechť žije
- 2023 – Z jiného těsta
- 2023 – You Hurt My Feelings
- 2024 – Thunderbolts

### Seriály
- 1982–2016 – Saturday Night Live
- 1987 – The Art of Being Nick
- 1988 – Rodinná pouta
- 1988–1989 – Day by Day
- 1989–1998 – Show Jerryho Seinfelda
- 1992 – Dinosaurové
- 1995 – The Single Guy
- 1997 – Arnoldovy patálie
- 1997 – Dr. Katz, profesionální terapeut
- 1999 – Blue's Clues
- 2001–2009 – Larry, kroť se
- 2001–2008 – Simpsonovi
- 2002–2003 – Watching Ellie
- 2004–2005 – Arrested Development
- 2005 – Kouzelní kmotříčci
- 2006–2010 – Nové trable staré Christine
- 2010 – Studio 30 Rock
- 2012–2019 – Viceprezident(ka)
- 2012 – Terapie online
- 2015 – Amyino plodné lůno
- 2019 – Archibaldovy velké plány
- 2021 – Falcon a Winter Soldier
- 2021 – Marvel Studios: Assembled